# DR2 나이트 작귀
DR2 나이트 작귀(일본어: DR2ナイト雀鬼、どらどらないとじゃんき)는 리프가 기획, 제작하고 1995년 2월 24일에 발매한 NEC PC-98 시리즈 대응의 탈의 마작 형식의 AVG 풍의 게임이다.
리프의 작품 중 기념할 만한 데뷔작으로 오리지널 포스터와 BGM이 수록된 12cm 테크노 음악 CD가 포함되어 있었다. 당시로서는 드문 MIDI, CD 음원 대응이었으며 하드 디스크 드라이브에 설치하는 것도 가능하였다. 발매 당시 희망 소매 가격은 7,800엔(소비세 제외).
본 작품 이후 11년 만인 2006년에 마찬가지로 마작 게임인 풀애니가 발매되었다.

## 개요
지금은 대표적인 메이커 중 하나가 된 리프지만, 본 작품을 발매할 당시에는 말 그대로 무명의 메이커였다. 미나즈키 토오루(일본어: 水無月徹)의 그림도 아직까지 상당히 미숙하였고, 마작 게임이라는 특징으로 인해 매상은 좋지 않았다. 그 후에 제작된「Filsnown」도 매상 문제로 인해 존망의 위기에 처하게 되었다.
비록 본 작품에 대한 평가는 낮지만, 단순한 탈의 마작에서 벗어나서 어드벤처 요소를 포함시켰고, MIDI, CD 음원에 대응하는 음악, 비교적 레벨이 높은 CG 등 이후의 발전으로 연결되는 토대가 이미 이 때에 생겼다고 볼 수 있다. 반면에 스토리 전문 담당자가 없었고, 당시 업계에서는 드문 일이 아니었지만 모순점이 많은 작품이기도 하였다. 등장하는 미소녀들의 설정은 원화를 담당한 미나즈키 토오루의 취향이 현저하게 반영된 것이다. 마작 파트도 버그 투성이었지만 마작 프로그램은 외주로 여겨진다.

## 무대
본 작품의 무대는 3백년 이상의 역사를 지닌 수수께끼의 양옥. 주인공은 편지 한 통을 받고 이 양옥으로 갔는데, 그곳에서는 터무니없는 사건들이 기다리고 있는 것이었다.....

## 제작진
- 원화 : 미나즈키 토오루(일본어: 水無月徹)
- 음악 : Team IOS(이시카와 신야(일본어: 石川真也), 오리토 신지(일본어: 折戸伸治), 시모카와 나오야(일본어: 下川直哉))